# Стрингхем, Ирвинг
Ва́шингтон И́рвинг Стри́нгхем (англ. Washington Irving Stringham, 1847—1909) — американский математик.
Родился в Йоркшире, штат Нью-Йорк. В 1877 году окончил Гарвардский колледж, в 1880 году получил степень PhD в университете Джонса Хопкинса. Свою диссертацию под названием «Правильные фигуры в N-мерном пространстве» (англ. Regular Figures in N-dimensional Space) Стрингхэм защитил под руководством известного британского математика Джеймса Джозефа Сильвестра.
В 1881 году Стрингхем в Саксонии представил свою статью о конечных группах, основанных на алгебре кватернионов.
С 1882 года до своей кончины Стрингхем был профессором математики в Калифорнийском университете в Беркли, некоторое время был деканом. В 1893 году в Чикаго на Международном математическом конгрессе, состоявшемся в связи с проведением в Чикаго Всемирной выставки, была представлена работа Стрингхема англ. Formulary for an Introduction to Elliptic Functions.
Наибольшую известность Стрингхему принесло введённое им обозначение натурального логарифма в виде {\displaystyle \ln(x)}, где {\displaystyle x} является аргументом. Использование {\displaystyle \ln(x)} вместо {\displaystyle \log _{e}(x)} стало общепринятой нормой записи этой функции:

Вместо {\displaystyle ^{e}\log } мы в дальнейшем будем использовать более короткий символ {\displaystyle \ln }, из начальных букв слов «логарифм» и «натуральный»— 
Ирвин Стингхем был женат на Марте Шерман Дей, в браке у них была одна дочь.

## Публикации
- I. Stringham (1879) The Quaternion Formulae for Quantification of Curves, Surfaces, and Solids, and for Barycenters, American Journal of Mathematics 2:205-7.
- I. Stringham (1901) On the geometry of planes in a parabolic space of four dimensions, Transactions of the American Mathematical Society 2:183-214.
- I. Stringham (1905) «A geometric construction for quaternion products», Bulletin of the American Mathematical Society 11(8):437-9.